# Paecilomyces variotii
Paecilomyces variotii is een schimmel die behoort tot de orde Eurotiales van de ascomyceten. De schimmel komt algemeen voor in compost, grond, voedingsproducten, binnenhuislucht, tapijtstof, planten, dieren en mensen. Paecilomyces variotii is de naam van de anamorfe fase en Byssochlamys spectabilis is die van de teleomorfe fase.
 De teleomorfe fase komt echter in culturen zeer weinig voor, omdat het een heterothallische schimmel is.
De schimmel veroorzaakt voedselbederf, is hittebestendig en kan nog bij lage zuurstofgehalten groeien, waardoor voedsel en dranken moeilijk te pasteuriseren en te bewaren zijn. De schimmel produceert het giftige mycotoxine viriditoxine. Bij mensen veroorzaakt Paecilomyces variotii endocarditis.
Paecilomyces variotii kan gebruikt worden voor de productie van het enzym tannase voor de afbraak van tannine en voor biofiltratie van met tolueen verontreinigde grond.
De schimmeldraden zijn dikwandig. In de ongeslachtelijke fase vormt de schimmel breedellipsvormige tot citroenvormige, doorzichtige tot gele, gladwandige, 3-5 × 2-4 µm grote conidiën op losvertakte, tot 150 µm lange en 3,5-6,5 brede conidioforen met 2-7, puntige fialiden. De fialiden zijn cilindrisch tot ellipsvormig met een lange, dunne, cilindrische nek. De conidiën vormen lange kettingen. De schimmel vormt ook bruine, 4-8 µm grote, dikwandige, hitteresistente chlamydosporen.
In de geslachtelijke fase produceert de schimmel ascocarpen met 5,5-6,5 × 3,5–4,5 µm grote, ellipsvormige asci. De ascosporen zijn zeer hitteresistent.